# Mendoza ryukyuensis
Espèce
Mendoza ryukyuensis est une espèce d'araignées aranéomorphes de la famille des Salticidae.

## Distribution
Cette espèce est endémique de l'archipel Nansei au Japon,. Elle se rencontre sur Amami-Ōshima et Nakano-shima.

## Description
Le mâle holotype mesure 11,57 mm et la femelle paratype 12,67 mm.

## Étymologie
Son nom d'espèce, composé de ryukyu et du suffixe latin -ensis, « qui vit dans, qui habite », lui a été donné en référence au lieu de sa découverte, l'archipel Ryūkyū.

## Publication originale
- Baba, 2007 : A new species of the genus Mendoza (Araneae: Salticidae) from the southwest islands of Japan. Acta Arachnologica, vol. 55, no 2, p. 105-107 (texte intégral).